# فینال‌های ان‌بی‌ای ۱۹۸۴
سری فینال‌های ان‌بی‌ای ۱۹۸۴ که با نام Showdown '84 نیز شناخته می‌شود، مرحلهٔ قهرمانی اتحادیهٔ ملی بسکتبال (ان‌بی‌ای) در فصل ۸۴–۱۹۸۳ و بازی‌های دور حذفی این فصل می‌باشد. تیم لس آنجلس لیکرز به عنوان قهرمان کنفرانس غرب در برابر بوستون سلتیکس به عنوان کنفرانس شرق قرار گرفت و در پایان تیم سلتیکس توانست با حساب ۱۱۱ بر ۱۰۲ بازی هفتم را ببرد و با نتیجهٔ چهار بر سه سری‌های پایانی را به سود خود تمام کند. لری برد مهاجم تیم سلتیکس با کسب ۲۷ امتیاز و ۱۴ ریباندی که به‌طور متوسط در هر بازی این سری به ثبت رساند، توانست جایزهٔ باارزش‌ترین بازیکن فینال‌های ۱۹۸۴ را به دست بیاورد. همچنین برد، پیش از این توانسته بود عنوان ام‌وی‌پی فصل را از آن خود کند.

## پیش‌زمینه

### مسیر فینال
| #  | کنفرانس غرب           | کنفرانس غرب | کنفرانس غرب | کنفرانس غرب | کنفرانس غرب   |
| #  | تیم                   | برد         | باخت        | درصد برد    | بازی‌های پشت‌سر |
| -- | --------------------- | ----------- | ----------- | ----------- | ------------- |
| ۱  | c-لس آنجلس لیکرز      | ۵۴          | ۲۸          | ۰٫۶۵۹       | –             |
| ۲  | y-یوتا جاز            | ۴۵          | ۳۷          | ۰٫۵۴۹       | ۹             |
| ۳  | x-پورتلند تریل بلیزرز | ۴۸          | ۳۴          | ۰٫۵۸۵       | ۶             |
| ۴  | x-دالاس ماوریکس       | ۴۳          | ۳۹          | ۰٫۵۲۴       | ۱۱            |
| ۵  | x-سیاتل سوپرسانیکس    | ۴۲          | ۴۰          | ۰٫۵۱۲       | ۱۲            |
| ۶  | x-فینیکس سانز         | ۴۱          | ۴۱          | ۰٫۵۰۰       | ۱۳            |
| ۷  | x-دنور ناگتس          | ۳۸          | ۴۴          | ۰٫۴۶۳       | ۱۶            |
| ۸  | x-کانزاس سیتی کینگز   | ۳۸          | ۴۴          | ۰٫۴۶۳       | ۱۶            |
|    |                       |             |             |             |               |
| ۹  | سن آنتونیو اسپرز      | ۳۷          | ۴۵          | ۰٫۴۵۱       | ۱۷            |
| ۱۰ | گلدن استیت واریرز     | ۳۷          | ۴۵          | ۰٫۴۵۱       | ۱۷            |
| ۱۱ | سن دیگو کلیپرز        | ۳۰          | ۵۲          | ۰٫۳۶۶       | ۲۴            |
| ۱۲ | هیوستون راکتس         | ۲۹          | ۵۳          | ۰٫۳۵۴       | ۲۵            |

| #  | کنفرانس شرق             | کنفرانس شرق | کنفرانس شرق | کنفرانس شرق | کنفرانس شرق   |
| #  | تیم                     | برد         | باخت        | درصد برد    | بازی‌های پشت‌سر |
| -- | ----------------------- | ----------- | ----------- | ----------- | ------------- |
| ۱  | z-بوستون سلتیکس         | ۶۲          | ۲۰          | ۰٫۷۵۶       | –             |
| ۲  | y-میلواکی باکس          | ۵۰          | ۳۲          | ۰٫۶۱۰       | ۱۲            |
| ۳  | x-فیلادلفیا سونتی‌سیکسرز | ۵۲          | ۳۰          | ۰٫۶۳۴       | ۱۰            |
| ۴  | x-دیترویت پیستونز       | ۴۹          | ۳۳          | ۰٫۵۹۸       | ۱۳            |
| ۵  | x-نیویورک نیکس          | ۴۷          | ۳۵          | ۰٫۵۷۳       | ۱۵            |
| ۶  | x-نیوجرسی نتس           | ۴۵          | ۳۷          | ۰٫۵۴۹       | ۱۷            |
| ۷  | x-آتلانتا هاوکس         | ۴۰          | ۴۲          | ۰٫۴۸۸       | ۲۲            |
| ۸  | x-واشینگتن بولتز        | ۳۵          | ۴۷          | ۰٫۴۲۷       | ۲۷            |
|    |                         |             |             |             |               |
| ۹  | کلیولند کاوالیرز        | ۲۸          | ۵۴          | ۰٫۳۴۱       | ۳۴            |
| ۱۰ | شیکاگو بولز             | ۲۷          | ۵۵          | ۰٫۳۲۹       | ۳۵            |
| ۱۱ | ایندیانا پیسرز          | ۲۶          | ۵۶          | ۰٫۳۱۷       | ۳۶            |

### سری‌های فصل عادی
لس آنجلس لیکرز برندهٔ هر دو بازی سری فصل عادی شد:
| ۸ فوریه ۱۹۸۴ |

|  |

| لس آنجلس لیکرز ۱۱۱, بوستون سلتیکس ۱۰۹ |

| ۲۴ فوریه ۱۹۸۴ |

|  |

| بوستون سلتیکس ۱۰۸, لس آنجلس لیکرز ۱۱۶ |

## خلاصه سری
| بازی   | تاریخ           | تیم مهمان      | نتیجه                     | تیم میزبان     |
| ------ | --------------- | -------------- | ------------------------- | -------------- |
| بازی ۱ | یکشنبه، ۲۷ مه   | لس آنجلس لیکرز | ۱۱۵–۱۰۹ (۱–۰)             | بوستون سلتیکس  |
| بازی ۲ | پنج‌شنبه، ۳۱ مه  | لس آنجلس لیکرز | ۱۲۱–۱۲۴ (وقت اضافه) (۱–۱) | بوستون سلتیکس  |
| بازی ۳ | یکشنبه، ۳ ژوئن  | بوستون سلتیکس  | ۱۰۴–۱۳۷ (۱–۲)             | لس آنجلس لیکرز |
| بازی ۴ | سه‌شنبه، ۶ ژوئن  | بوستون سلتیکس  | ۱۲۹–۱۲۵ (وقت اضافه) (۲–۲) | لس آنجلس لیکرز |
| بازی ۵ | جمعه، ۸ ژوئن    | لس آنجلس لیکرز | ۱۰۳–۱۲۱ (۲–۳)             | بوستون سلتیکس  |
| بازی ۶ | یکشنبه، ۱۰ ژوئن | بوستون سلتیکس  | ۱۰۸–۱۱۹ (۳–۳)             | لس آنجلس لیکرز |
| بازی ۷ | سه‌شنبه، ۱۲ ژوئن | لس آنجلس لیکرز | ۱۰۲–۱۱۱ (۳–۴)             | بوستون سلتیکس  |

|                | بازی ۱ | بازی ۲          | بازی ۳ | بازی ۴          | بازی ۵ | بازی ۶ | بازی ۷ | امتیاز نهایی |
| بوستون سلتیکس  | ۱۰۹    | ۱۲۴ (وقت اضافه) | ۱۰۴    | ۱۲۹ (وقت اضافه) | ۱۲۱    | ۱۰۸    | ۱۱۱    | ۴            |
| لس آنجلس لیکرز | ۱۱۵    | ۱۲۱             | ۱۳۷    | ۱۲۵             | ۱۰۳    | ۱۱۹    | ۱۰۲    | ۳            |

امتیاز رنگی، امتیاز تیم میزبان و امتیاز برجسته، امتیاز تیم برنده است.

### بازی ۱
| ۲۷ مه |

|  |

| لس آنجلس لیکرز ۱۱۵, بوستون سلتیکس ۱۰۹                                   |  |                                                         |
| امتیاز بر پایه وقت: ۳۴–۲۲, ۳۱–۳۰, ۲۷–۳۶, ۲۳–۲۱                          |  |                                                         |
| امتیاز: کریم عبدالجبار ۳۲ ریباند: کریم عبدالجبار ۸ پاس : مجیک جانسون ۱۰ |  | امتیاز: کوین مک‌هیل ۲۵ ریباند: لری برد ۱۴ پاس: لری برد ۵ |
| لس آنجلس پیشتاز سری، ۱–۰                                                |  |                                                         |

### بازی ۲
| ۳۱ مه |

|  |

| لس آنجلس لیکرز ۱۲۱, بوستون سلتیکس ۱۲۴ (وقت اضافه)                   |  |                                                                    |
| امتیاز بر پایه وقت: ۲۶–۳۶, ۳۳–۲۵, ۲۸–۲۹, ۲۶–۲۳                      |  |                                                                    |
| امتیاز: James Worthy ۲۹ ریباند: مجیک جانسون ۱۰ پاس : مجیک جانسون ۱۰ |  | امتیاز: لری برد ۲۷ ریباند: لری برد ۱۳ پاس: Ainge, Henderson همگی ۵ |
| سری برابر، ۱–۱                                                      |  |                                                                    |

### بازی ۳
| ۳ ژوئن |

|  |

| بوستون سلتیکس ۱۰۴, لس آنجلس لیکرز ۱۳۷                            |  |                                                                      |
| امتیاز بر پایه وقت: ۲۶–۲۹, ۲۰–۲۸, ۳۳–۴۷, ۲۵–۳۳                   |  |                                                                      |
| امتیاز: لری برد ۳۰ ریباند: روبرت پاریش ۱۲ پاس : Cedric Maxwell ۵ |  | امتیاز: کریم عبدالجبار ۲۴ ریباند: مجیک جانسون ۱۱ پاس: مجیک جانسون ۲۱ |
| لس آنجلس پیشتاز سری، ۲–۱                                         |  |                                                                      |

### بازی ۴
| ۶ ژوئن |

|  |

| بوستون سلتیکس ۱۲۹, لس آنجلس لیکرز 125 (وقت اضافه)          |  |                                                                      |
| امتیاز بر پایه وقت: ۳۲–۳۳, ۲۶–۳۵, ۳۰–۲۲, ۲۵–۲۳             |  |                                                                      |
| امتیاز: لری برد ۲۹ ریباند: لری برد ۲۱ پاس : دنیس جانسون ۱۴ |  | امتیاز: کریم عبدالجبار ۳۲ ریباند: مجیک جانسون ۱۱ پاس: مجیک جانسون ۱۷ |
| سری برابر، ۲–۲                                             |  |                                                                      |

### بازی ۵
| ۸ ژوئن |

|  |

| لس آنجلس لیکرز ۱۰۳, بوستون سلتیکس ۱۲۱                              |  |                                                               |
| امتیاز بر پایه وقت: ۲۶–۲۶, ۲۷–۲۹, ۲۴–۳۳, ۲۶–۳۳                     |  |                                                               |
| امتیاز: James Worthy ۲۲ ریباند: Kurt Rambis ۹ پاس : مجیک جانسون ۱۳ |  | امتیاز: لری برد ۳۴ ریباند: لری برد ۱۷ پاس: Gerald Henderson ۹ |
| بوستون پیشتاز سری، ۳–۲                                             |  |                                                               |

### بازی ۶
| ۱۰ ژوئن |

|  |

| بوستون سلتیکس ۱۰۸, لس آنجلس لیکرز ۱۱۹                 |  |                                                                         |
| امتیاز بر پایه وقت: ۳۳–۲۹, ۳۲–۳۰, ۲۲–۲۴, ۲۱–۳۶        |  |                                                                         |
| امتیاز: لری برد ۲۸ ریباند: لری برد ۱۴ پاس : لری برد ۸ |  | امتیاز: کریم عبدالجبار ۳۰ ریباند: کریم عبدالجبار ۱۰ پاس: مجیک جانسون ۱۰ |
| سری برابر، ۳–۳                                        |  |                                                                         |

### بازی ۷
| ۱۲ ژوئن |

|  |

| لس آنجلس لیکرز ۱۰۲, بوستون سلتیکس ۱۱۱                              |  |                                                                        |
| امتیاز بر پایه وقت: ۳۰–۳۰, ۲۲–۲۸, ۲۶–۳۳, ۲۴–۲۰                     |  |                                                                        |
| امتیاز: James Worthy ۲۱ ریباند: Kurt Rambis ۹ پاس : مجیک جانسون ۱۵ |  | امتیاز: Cedric Maxwell ۲۴ ریباند: روبرت پاریش ۱۶ پاس: Cedric Maxwell ۸ |
| بوستون برندهٔ سری، ۴–۳                                              |  |                                                                        |

## آمارهای بازیکنان
بوستون سلتیکس
| بازیکن           | GP | GS | MPG  | FG%   | 3FG%  | FT%   | RPG  | APG | SPG | BPG | PPG  |
| ---------------- | -- | -- | ---- | ----- | ----- | ----- | ---- | --- | --- | --- | ---- |
| Danny Ainge      | ۷  | ۰  | ۱۴٫۰ | ۰٫۴۳۲ | ۰٫۲۵۰ | ۰٫۵۰۰ | ۱٫۱  | ۲٫۱ | ۰٫۷ | ۰٫۰ | ۶٫۰  |
| Larry Bird       | ۷  | ۷  | ۴۳٫۶ | ۰٫۴۸۴ | ۰٫۶۶۷ | ۰٫۸۴۲ | ۱۴٫۰ | ۳٫۶ | ۲٫۱ | ۱٫۱ | ۲۷٫۴ |
| Quinn Buckner    | ۷  | ۰  | ۸٫۰  | ۰٫۳۳۳ | ۰٫۰۰۰ | ۰٫۵۰۰ | ۰٫۹  | ۰٫۶ | ۰٫۱ | ۰٫۰ | ۲٫۰  |
| M. L. Carr       | ۴  | ۰  | ۷٫۰  | ۰٫۳۶۴ | ۰٫۰۰۰ | ۰٫۸۳۳ | ۰٫۸  | ۰٫۵ | ۰٫۵ | ۰٫۰ | ۳٫۳  |
| Carlos Clark     | ۳  | ۰  | ۳٫۷  | ۰٫۴۰۰ | ۰٫۰۰۰ | ۰٫۰۰۰ | ۰٫۳  | ۰٫۰ | ۰٫۰ | ۰٫۳ | ۱٫۳  |
| Gerald Henderson | ۷  | ۷  | ۲۵٫۶ | ۰٫۴۶۸ | ۰٫۰۰۰ | ۰٫۶۶۷ | ۲٫۶  | ۴٫۰ | ۱٫۴ | ۰٫۰ | ۱۲٫۳ |
| Dennis Johnson   | ۷  | ۷  | ۳۶٫۴ | ۰٫۳۹۵ | ۰٫۵۰۰ | ۰٫۸۶۵ | ۳٫۰  | ۴٫۷ | ۱٫۶ | ۰٫۳ | ۱۷٫۶ |
| Greg Kite        | ۴  | ۰  | ۳٫۳  | ۰٫۲۵۰ | ۰٫۰۰۰ | ۰٫۰۰۰ | ۰٫۳  | ۰٫۵ | ۰٫۰ | ۰٫۳ | ۰٫۵  |
| Cedric Maxwell   | ۷  | ۷  | ۳۴٫۶ | ۰٫۴۵۸ | ۰٫۰۰۰ | ۰٫۸۵۵ | ۵٫۶  | ۳٫۳ | ۱٫۱ | ۰٫۳ | ۱۳٫۰ |
| Kevin McHale     | ۷  | ۰  | ۳۰٫۶ | ۰٫۴۵۲ | ۰٫۰۰۰ | ۰٫۷۷۸ | ۵٫۹  | ۱٫۱ | ۰٫۳ | ۱٫۱ | ۱۳٫۴ |
| Robert Parish    | ۷  | ۷  | ۳۶٫۶ | ۰٫۴۴۰ | ۰٫۰۰۰ | ۰٫۵۸۸ | ۱۱٫۴ | ۱٫۳ | ۱٫۶ | ۱٫۶ | ۱۵٫۴ |
| Scott Wedman     | ۴  | ۰  | ۱۸٫۳ | ۰٫۴۵۹ | ۰٫۵۰۰ | ۰٫۰۰۰ | ۵٫۳  | ۲٫۵ | ۰٫۰ | ۰٫۰ | ۹٫۳  |

لس آنجلس لیکرز
| بازیکن              | GP | GS | MPG  | FG%   | 3FG%  | FT%   | RPG | APG  | SPG | BPG | PPG  |
| ------------------- | -- | -- | ---- | ----- | ----- | ----- | --- | ---- | --- | --- | ---- |
| Kareem Abdul-Jabbar | ۷  | ۷  | ۳۸٫۹ | ۰٫۴۸۱ | ۰٫۰۰۰ | ۰٫۶۷۹ | ۸٫۱ | ۴٫۴  | ۱٫۷ | ۲٫۱ | ۲۶٫۶ |
| Michael Cooper      | ۷  | ۷  | ۳۷٫۴ | ۰٫۴۶۸ | ۰٫۵۰۰ | .۷۷۳  | ۳٫۶ | ۵٫۳  | ۱٫۱ | ۰٫۷ | ۱۳٫۴ |
| Magic Johnson       | ۷  | ۷  | ۴۲٫۱ | ۰٫۵۶۰ | ۰٫۰۰۰ | .۷۴۴  | ۷٫۷ | ۱۳٫۶ | ۲٫۰ | ۰٫۹ | ۱۸٫۰ |
| Mitch Kupchak       | ۳  | ۰  | ۴٫۰  | ۰٫۵۰۰ | ۰٫۰۰۰ | ۰٫۷۵۰ | ۲٫۳ | ۲٫۷  | ۰٫۷ | ۰٫۰ | ۰٫۳  |
| Bob McAdoo          | ۶  | ۰  | ۲۴٫۳ | ۰٫۴۵۹ | ۰٫۰۰۰ | ۰٫۶۵۵ | ۵٫۵ | ۰٫۷  | ۰٫۳ | ۱٫۳ | ۱۲٫۵ |
| Mike McGee          | ۳  | ۰  | ۱۴٫۰ | ۰٫۳۷۵ | ۰٫۰۰۰ | ۰٫۷۱۴ | ۲٫۷ | ۰٫۰  | ۰٫۷ | ۰٫۳ | ۷٫۷  |
| Swen Nater          | ۷  | ۰  | ۸٫۶  | ۰٫۴۲۱ | ۰٫۰۰۰ | ۰٫۸۵۷ | ۳٫۱ | ۰٫۰  | ۰٫۰ | ۰٫۱ | ۴٫۰  |
| Kurt Rambis         | ۷  | ۷  | ۲۲٫۳ | ۰٫۶۲۹ | ۰٫۰۰۰ | ۰٫۵۴۵ | ۶٫۴ | ۰٫۶  | ۰٫۳ | ۰٫۳ | ۷٫۱  |
| Byron Scott         | ۷  | ۰  | ۱۵٫۰ | ۰٫۴۷۴ | ۰٫۲۰۰ | ۰٫۷۱۴ | ۱٫۱ | ۰٫۷  | ۱٫۰ | ۰٫۰ | ۶٫۰  |
| Larry Spriggs       | ۲  | ۰  | ۳٫۵  | ۰٫۶۶۷ | ۰٫۰۰۰ | ۰٫۰۰۰ | ۱٫۰ | ۰٫۵  | ۰٫۰ | ۰٫۰ | ۲٫۰  |
| Jamaal Wilkes       | ۷  | ۰  | ۱۴٫۱ | ۰٫۴۴۸ | ۰٫۰۰۰ | ۰٫۷۵۰ | ۱٫۹ | ۰٫۴  | ۰٫۳ | ۰٫۰ | ۴٫۶  |
| James Worthy        | ۷  | ۷  | ۳۹٫۱ | ۰٫۶۳۸ | ۰٫۰۰۰ | ۰٫۶۵۶ | ۴٫۴ | ۲٫۳  | ۱٫۴ | ۰٫۳ | ۲۲٫۱ |